# Dionysia (geslacht)
Dionysia is een geslacht van 41 soorten overblijvende planten uit de sleutelbloemfamilie (Primulaceae) afkomstig uit Zuidwest-Azië en nauw verwant aan het geslacht Primula.
Dionysia kent talrijke cultivars en is populair in botanische tuinen.

## Naamgeving en etymologie
De botanische naam Dionysia is afgeleid van de Griekse god van de wijn, Dionysos.

## Kenmerken
Dionysia zijn overblijvende, kruidachtige planten met een houtige basis die dichte of losse kussen of dwergstruikjes vormen. De bladeren staan meestal in terminale rozetten. 
In de lente worden de planten overdekt met gele, paarse, violette of roze bloemen die alleen of in kransen op een korte tot lange bloemsteel staan. De kelk en bloemkroon zijn vijftallig, onderaan meestal gefuseerd tot een lange bloembuis.

## Habitat en verspreidingsgebied
Dionysia komt vooral voor op stenige plaatsen in droge bergachtige delen van Zuidoost-Anatolië, Iran,  Tadzjikistan, Afghanistan, West-Pakistan en Oman. 

## Taxonomie
Het geslacht telt 41 soorten. Fylogenetisch onderzoek heeft echter aangetoond dat deze in het geslacht Primula zouden moeten opgenomen worden, zodat dit geslacht een monofyletische groep zou vormen.
... · 
Anagallis (Guichelheil) · 
Androsace (Mansschild) · 
Ardisia · 
Centunculus · 
Coris · 
Cortusa · 
Cyclamen (Cyclaam) · 
Dionysia · 
Glaux · 
Hottonia · 
Lysimachia (Wederik) · 
Myrsine · 
Primula (Sleutelbloem) · 
Samolus · 
Soldanella (Kwastjesbloem) · 
Trientalis · 
Vitalania · 
...